# Italo Gariboldi
Italo Gariboldi, italijanski general, * 1879, † 1970.